# Міжнародна організація біологічного захисту рослин

Міжнародна організація біологічної боротьби (МОББ). Англійська назва: IOBC — International Organisation of Biological Control of Noxious Animals and Plants. Дослівний переклад — Міжнародна організація з біологічного контролю шкідливих тварин і рослин, але на російську мову «control» було переведено як «боротьба». Останнім часом у захисті рослин вираз «боротьба з шкідниками» замінено на термін «захист рослин від шкідників», але офіційна назва МОББ залишається без змін.
МОББ — некомерційна організація, що має на меті сприяти розвитку біологічного методу захисту рослин, його практичному застосуванню в програмах інтегрованого захисту рослин і міжнародному співробітництву з цих питань. МОББ — це спільнота незалежних учених і фахівців, міжнародна організація з тривалими традиціями, що виявляє тенденції досліджень у контексті збалансованого рослинництва.
Глобальна організація МОББ підтримує зв'язки з Міжнародною спілкою біологічних наук (IUBS) міжнародної ради наукових спілок (ICSU), ФАО ООН, Спілкою Патологів Безхребетних (SIP), Європейським відділенням ФАО — EPPO стосовно аналізу ризику, регулювання імпорту природних ворогів.

## Історія
Ідея утворення міжнародної організації з питань біологічного захисту рослин виникла у Стокгольмі в 1948 р. У 1950 р. IUBS (International Union of Biological Sciences — Міжнародна Спілка біологічних наук) заснувала «Commission Internationale de Lutte Biologique» (CILB) (фр. Міжнародна комісія з біологічної боротьби) як частину підрозділу Відділення біології тварин. У 1955 році IUBS ратифікувала статут CILB. У 1956 році відбулася пленарна сесія в Антібі (Франція). В 1965 року організація має нинішню назву. У 1969 році МОББ і Міжнародний консультативний комітет з біологічного контролю (IACBC -International Advisory Committee for Biological Control об'єдналися в єдину міжнародну організацію МОББ. З того часу офіційним друкованим органом МОББ є журнал «Entomophaga».

## Секції організації
За біогеографічними принципами МОББ поділено на 6 секцій — 
- Західнопалеарктичну регіональну (WPRS),
- Східнопалеарктичну регіональну (EPRS),
- Північно-американську (NRS),
- Південно-американську (NTRS), афротропічну (ATRS),
- Азійську й тихоокеанську (APRS).

До Східнопалеарктичної регіональної секції (СПРС) входять близько 30 країн Східної Європи, Близького Сходу та Азії, що розташовані в межах зоогеографічної зони Східної Палеарктики (від Словенії до Монголії), в тому числі Україна. Останнім часом Україна є лідером у країнах східного регіону із застосування трихограми, досліджень із динаміки популяцій шкідливих комах, залежності ефективності агентів біометоду від екологічних умов і особливостей динаміки цільових організмів.

## Завдання організації
Згідно із Статутом СПРС МОББ, до її завдань входять збирання, узагальнення й розповсюдження інформації про біологічні засоби захисту рослин; сприяння національній і міжнародній діяльності стосовно досліджень, координації зусиль в області застосування біологічного захисту рослин, пропаганда його суспільного значення; організація конференцій, нарад і симпозіумів та проведення інших заходів, спрямованих на здійснення основних цілей секції. Діяльність СПРС МОББ є автономною відносно структури, фінансів, процедури діяльності і керується Статутом Секції, Статутом МОББ, а також рішеннями керівних органів глобальної організації. Членство в Секції відкрите для всіх організацій і осіб, що бажають сприяти розвитку біологічного методу захисту рослин. Почесне членство Рада Секції надає особам, що внесли видатний внесок у біологічний захист рослин. Адміністративними органами Секції є: Генеральна Асамблея, Рада, Виконавчий комітет, Секретаріат, Постійні комісії.
В межах СПРС МОББ існує декілька постійних комісій (ПК) відповідно до напрямів захисту рослин. У складі кожної — декілька тимчасових робочих груп, що об'єднують учених і фахівців. Так, до складу комісії ПК-6 (біологічний захист лесу) включено робочі групи з застосування біопрепаратів, ентомофагів, феромонів, з динаміки чисельності комах, лісової фітопатології тощо. З 2002 г. ПК-6 видає Інформаційний бюлетень. Робочі групи СПРС МОББ щорічно публікують 10-20 бюлетенів з матеріалами нарад, підручники, статті, книги, регіональні звіти.